# Larks' Tongues in Aspic
Larks' Tongues in Aspic er titlen på et album fra 1973 af den britiske progressive rockgruppe King Crimson. Albummet er det første af King Crimson i gruppens tredje inkarnation, som bestod af det oprindelige medlem, guitaristen Robert Fripp, og de nye medlemmer John Wetton (sang, bas), David Cross (violin, mellotron), Jamie Muir (slagtøj, trommer) og Bill Bruford (trommer). På dette album benytter gruppen sig af violin og diverse eksotiske slagtøjsinstrumenter, bl.a. plademetal og mbira. Albummets titel, der på dansk betyder lærketunger i gelé, var Jamie Muirs idé og hentyder til. hvordan han opfattede musikken: noget spinkelt og lækkert omsluttet af noget ætsende.
Albummet starter med et langt eksperimenterende instrumentalnummer. "Larks' Tongues in Aspic, Part One". Dernæst følger tre numre med sang, "Book of Saturday", "Exiles" og "Easy Money". Disse efterfølges af endnu to instrumentalnumre, "The Talking Drum" og "Larks' Tongues in Aspic, Part Two". Instrumentalnumrene er stærkt inspirerede af jazz og visse steder næsten heavy metal-agtige. Den vrede, kantede stemning på albummet skyldes i høj grad indflydelsen fra Béla Bartók.